# Egon Madsen
Egon Madsen (Ringe, 24 agosto 1942) è un ballerino, direttore artistico e maestro di balletto danese.

## Biografia
Egon Madsen ha cominciato a studiare danza a nove anni ad Aarhus e nel 1957 è stato rifiutato dalla Scuola del Balletto Reale Danese perché ritenuto troppo gracile. Ha continuato a studiare privatamente e nel 1957 si è trasferito a Copenaghen, dove ha cominciato a danzare al Pantomimeteatret dei giardini di Tivoli. Nel 1959 si è unito al Belletto Scandinavo di Elsa-Marianne von Rosen in veste di solista e ha danzato nelle loro tournée in Svezia e Danimarca.
Nel 1961 si è unito al Balletto di Stoccarda poco dopo che John Cranko ne era diventato direttore; Madsen ha iniziato a danzare a Stoccarda come solista, ma è stato rapidamente promosso al rango di primo ballerino. È stato uno dei ballerini preferiti di Cranko, che scrisse diversi ruoli appositamente per lui. Madsen ha danzato in occasione delle prime di diverse opere di Cranko, tra cui Romeo e Giulietta nel ruolo di Paride (1962), Il lago dei cigni nella parte di Siegfried (1963), Onegin nella parte di Lensky (1965) e La bisbetica domata come Gremio (1969). Quando Kenneth MacMillan subentrò a Cranko come direttore artistico, Madsen ha danzato nelle prime di alcuni balletti del coreografo scozzese, tra cui The Song of the Earth (1965), The Sphinx (1968) e Requiem (1976). Nel 1976 ha danzato in occasione del debutto di Dafni e Cloe di Glen Tetley, mentre nel 1978 è stato Armand Duval ne La signora delle camelie di John Neumeier (1978). Nel 1981 si è ritirato dalla compagnia all'età di trentanove anni.
Dal 1981 al 1984 è stato direttore del balletto di Francoforte, dove ha tentato senza successo di creare un programma che comprendeva il repertorio del XIX secolo, balletti neoclassici di George Balanchine, creazioni di Cranko e balletti contemporanei. Successivamente ha diretto il Balletto Reale Svedese dal 1984 al 1986 e poi la compagnia di danza del Teatro Comunale di Firenze dal 1986 al 1988. Nel 1990 è tornato al Balletto di Stoccarda in veste di maestro del balletto e dal 1991 al 1996 ne è stato anche assistente direttore artistico. Dal 1999 al 2006 è tornato a danzare con il Nederlands Dans Theater. Nel 2019 è tornato a danzare a Stoccarda, interpretando l'imperatore Francesco Giuseppe nel Mayerling di MacMillan. Nell'agosto 2022 il balletto di Stoccarda ha messo in scena una sera di gala per celebrare il suo ottantesimo compleanno.
Madsen è sposato con la ballerina Lucia Isenring, con cui vive a Montefelcino dal 2017.